# Олівер Екман-Ларссон
Олівер Екман-Ларссон (швед. Oliver Ekman-Larsson; 17 липня 1991, м. Карлскрона, Швеція) — шведський хокеїст, захисник. Виступає за клуб «Флорида Пантерс» у Національній хокейній лізі. 
Вихованець хокейної школи ХК «Тінгсрид». Виступав за ХК «Лександс», «Фінікс Койотс», «Сан-Антоніо Ремпейдж» (АХЛ), «Аризона Койотс», «Портленд Пайретс», «Ванкувер Канакс».
В чемпіонатах НХЛ — 941 матч (143+316). У чемпіонатах Швеції (Оллсвенскан) — 81 матч (12+32), у плей-оф — 18 матчів (4+6).
У складі юніорської збірної Швеції учасник чемпіонату світу 2009. У складі молодіжної збірної Швеції учасник чемпіонату світу 2010.
У складі національної збірної Швеції учасник чемпіонатів світу 2010 і 2011 (16 матчів, 2+5).

## Досягнення
- Чемпіон світу 2017, 2018.
- Срібний призер чемпіонату світу 2011.
- Бронзовий призер 2010.